# Kofola ČeskoSlovensko
Kofola ČeskoSlovensko a.s. je česká akciová společnost vyrábějící nealkoholické nápoje, jejíž akcie se obchodují na Burze cenných papírů Praha a RM-SYSTÉMu.
Je mateřskou společností nápojářské skupiny Kofola (dříve Santa Nápoje, původně SP Vrachos), která působí také ve Slovinsku, Chorvatsku, Rusku, Rakousku a v Maďarsku. Skupina vyrábí v osmi závodech, např. v Krnově, v Rajecké Lesné nebo Radenci.
V roce 2015 byla 62. největší českou firmou, s tržbami přes 7 miliard korun ročně.
V posledních letech se pod značkou Ugo zaměřuje také na výrobu zdravých potravin.

## Akcionářská struktura
Největším akcionářem byla v dubnu 2018 společnost Aetos s 68% podílem, která zastřešuje podíly zakladatelské rodiny Samarasů a jejich přátel. Pět procent drží sama společnost Kofola skrze dceřinou společnost Radenska, zbylých 27 % je v rukou minoritních akcionářů.

## Historie
Kostas Samaras v roce 1993 koupil sodovkárnu v Krnově a později také značku Kofola. Firmu v současnosti[kdy?] vede jeho syn Jannis Samaras.
Kofola ČeskoSlovensko a.s. je mateřskou společností, dceřinými společnostmi jsou české Kofola CS a.s., Kofola a.s., UGO Trade s.r.o. a Santa trans s.r.o., slovenská Kofola a.s. a slovinská Radenska d.d.
V roce 2008 do společnosti vstoupila investorská skupina Enterprise Investors, která koupila 42,45 % akcií. Počátkem prosince 2015 začala být obchodovaná na pražské burze.

## Produkty
Firma vyrábí tradiční kolový nápoj Kofola, balené vody Rajec, sirupy Jupí, dětské nápoje Jupík, hroznovou limonádu Vinea, ovocné a zeleninové šťávy Ugo či energetický nápoj Semtex. V Polsku je to Hoop Cola a ovocné sirupy Paola, ve Slovinsku minerálky Radenska, v Chorvatsku nápoje Voćko, Nara a Inka. Firma též v licenci vyrábí RC Colu a Oranginu. Je též výhradním distributorem značek Evian, Badoit, Vincentka a Rauch pro Česko a Slovensko.
Roku 2019 společnost přebrala výrobce minerálních vod Korunní a Ondrášovka, transakce byla dokončena na jaře 2020. V roce 2021 uvedla novou značku limonád Targa Florio.
V dubnu roku 2009 Kofola S.A. odkoupila společnost PINELLI a od té doby vyrábí energetický nápoj Semtex.
V roce 2023 koupila Pivovary CZ Group, výrobce piv Holba, Litovel a Zubr.

## Galerie

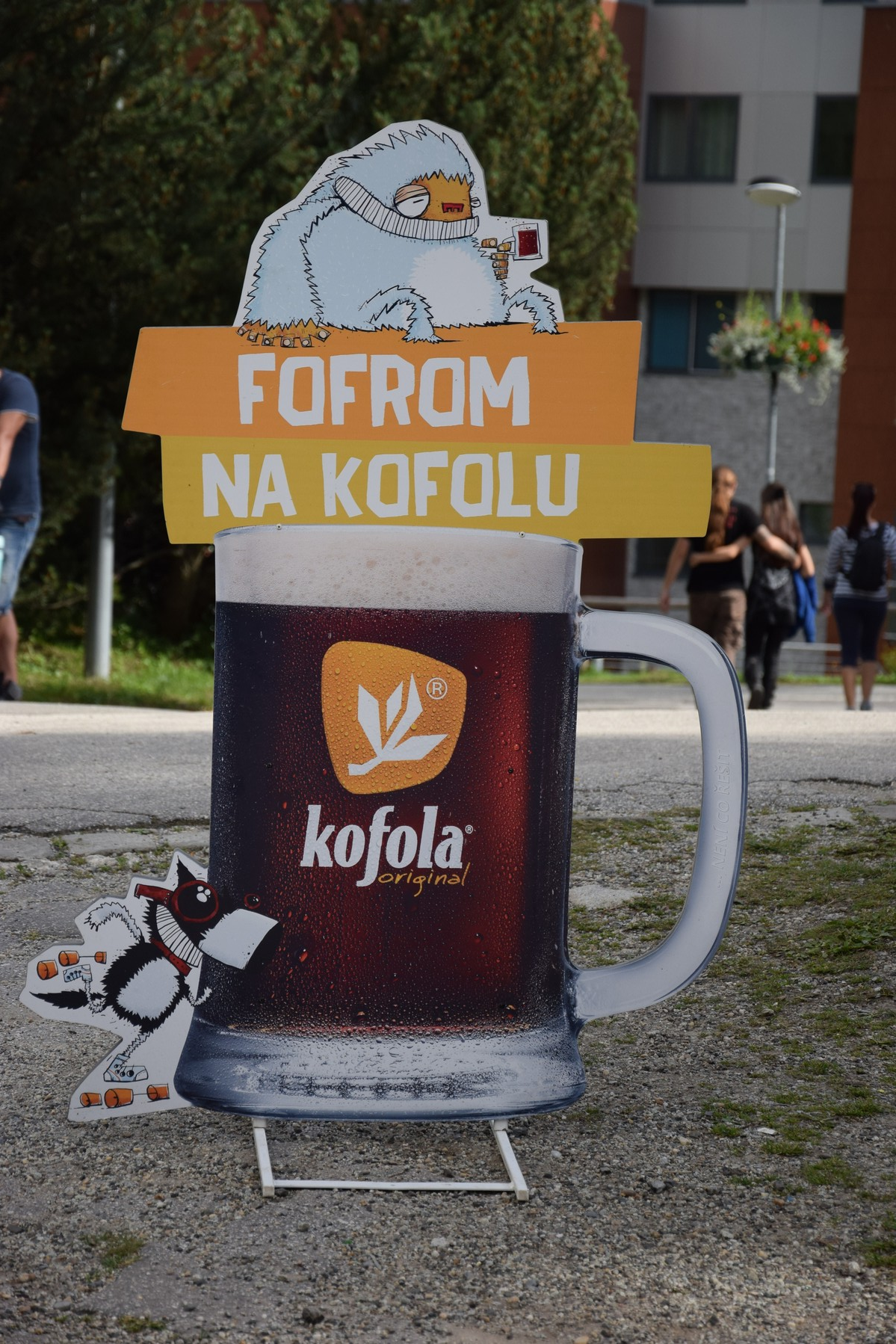
Kofola
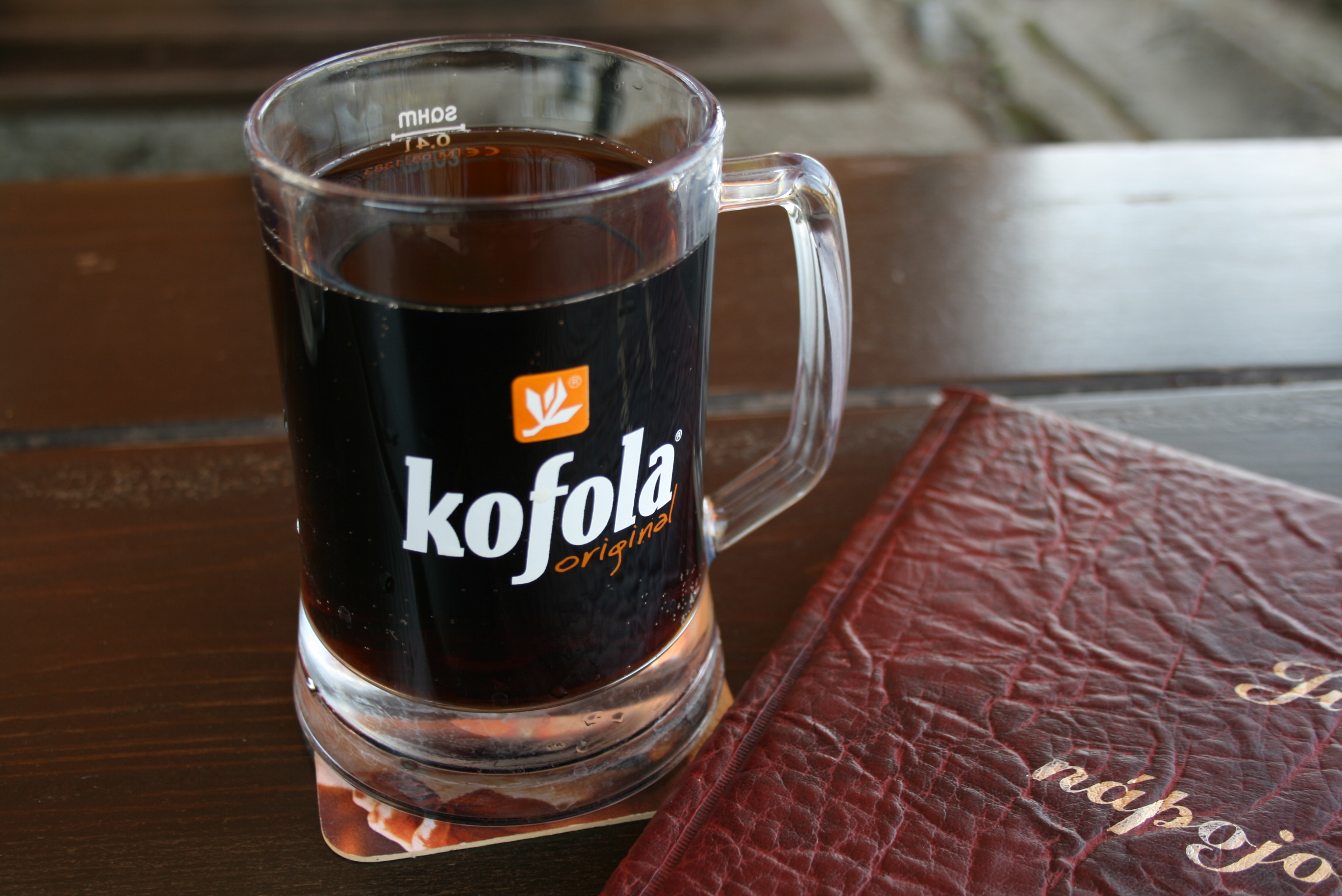
Kofola
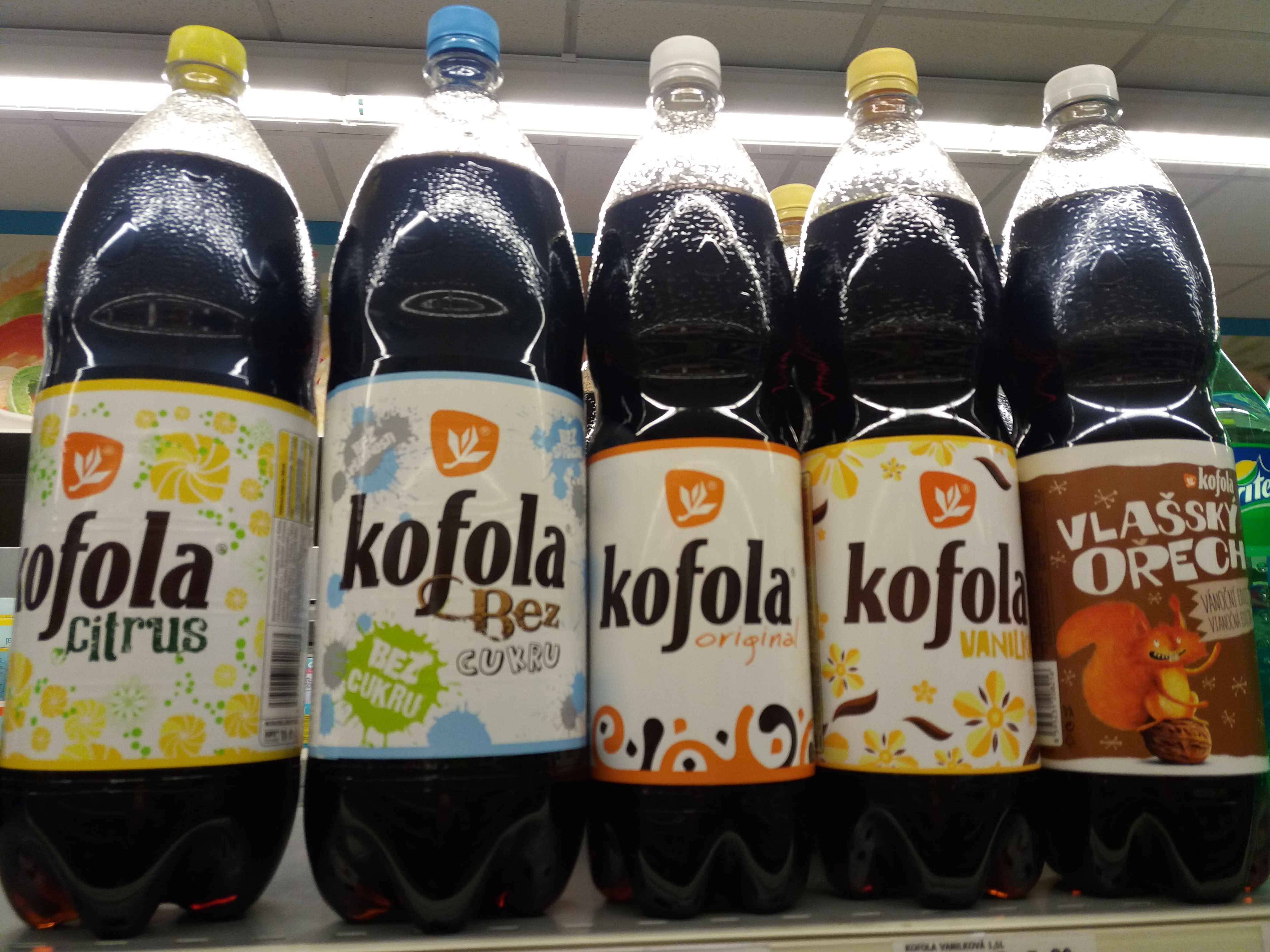
Různá balení značky Kofola